# (8955) 1998 FR79
A (8955) 1998 FR79 a Naprendszer kisbolygóövében található aszteroida. A LINEAR projekt keretében fedezték fel 1998. március 24-én.